# Усенко, Иван Иванович
Иван Иванович Усенко (28 декабря 1901 года, дер. Александровка 3-я, Новопокровская волость, Екатеринославский уезд, Екатеринославская губерния — 5 мая 1968 года, Кишинёв) — советский военный деятель, генерал-майор (22 февраля 1944 года).

## Начальная биография
Иван Иванович Усенко родился 28 декабря 1901 года в деревне Александровка 3-я Новопокровской волости Екатеринославского уезда Екатеринославской губернии.

## Военная служба

### Довоенное время
18 февраля 1922 года призван в ряды РККА и направлен в 15-ю стрелковую дивизию, в составе которой служил делопроизводителем организационной части штаба дивизии, ротным библиотекарем и секретарем ротной ячейки ВКП(б) 44-го стрелкового полка, делопроизводителем и инструктором клубного отделения политотдела дивизии. С ноября 1924 года И. И. Усенко исполнял должность политрука Николаевского военкомата, но в апреле 1925 года вернулся на должность политрука в 44-й стрелковый полк. В августе 1926 года назначен на должность военкома, а в октябре 1928 года — на должность командира кавалерийского эскадрона в составе той же 15-й Сивашской стрелковой дивизии.
В ноябре 1929 года направлен на учёбу на кавалерийские курсы усовершенствования командного состава РККА в Новочеркасск, после окончания которых в июне 1930 года назначен командиром эскадрона в составе 16-го кавалерийского полка (3-я кавалерийская дивизия, Украинский военный округ), а в начале 1932 года — начальником штаба этого же 16-го кавалерийского полка. Вскоре И. И. Усенко переведён в войска НКВД и в апреле направлен во 2-ю пограничную школу НКВД имени Ф. Э. Дзержинского, где назначен на должность начальника штаба кавалерийского отделения, а в августе 1935 года — на должность начальника штаба учебно-кадрового кавалерийского полка при этой же школе. В период с июня по декабрь 1937 года в составе команды от школы И. И. Усенко участвовал в ходе подавления антисоветских выступлений на территории Чечено-Ингушской АССР.
В 1936 году окончил вечернее отделение Военной академии имени М. В. Фрунзе.
В январе 1938 года назначен на должность командира 18-го кавалерийского полка НКВД (Туркменский округ). В апреле того же года И. И. Усенко в составе соединения был направлен в спецкомандировку в китайскую провинцию Синцзян, где вскоре назначен начальником штаба 12-го особого кавалерийского полка НКВД, а в мае 1939 года — командиром отдельного кавалерийского полка (в/ ч 4279).

### Великая Отечественная война
C началом полковник И. И. Усенко находился на прежней должности в Китае. С августа 1941 года служил командиром Особой войсковой части НКО, а с февраля 1943 года — командиром Особой кавалерийской бригады НКО и выполнял специальные правительственные задания на территории Китая.
После возвращения в СССР генерал-майор И. И. Усенко с сентября 1944 года находился в распоряжении Управления специальных заданий Генерального штаба Красной армии, а с конца октября — в распоряжении Главного управления кадров НКО.
В конце декабря 1944 года назначен на должность заместителя командира 112-го стрелкового корпуса (2-й Прибалтийский фронт), а 22 февраля 1945 года — на должность командира 56-й стрелковой дивизии, которая после тяжёлых боевых действий в районе г. Тукумс (Латвия) находилась на переформировании и с 6 марта вела боевые действия на тукумском оборонительном рубеже, принимая участие в блокаде курляндской группировки противника. С конца апреля 1945 года генерал-майор И. И. Усенко находился на лечении и по выздоровлении вернулся на прежнюю должность командира 56-й стрелковой дивизии.

### Послевоенная карьера
В августе 1946 года назначен на должность командира 20-й отдельной стрелковой бригады (Западно-Сибирский военный округ). В октябре направлен в распоряжение МВД СССР, но перевод не состоялся, и в декабре назначен командиром 33-й отдельной стрелковой Запорожско-Хинганской Краснознамённой бригады.
10 декабря 1951 года направлен на учёбу на Высшие академические курсы при Высшей военной академии имени К. Е. Ворошилова, после окончания которых 13 декабря 1952 года назначен на должность командира 86-й гвардейской стрелковой дивизии (10-й гвардейский стрелковый корпус, Одесский военный округ), а в декабре 1955 года — на должность начальника военной кафедры Кишинёвского сельскохозяйственного института.
Генерал-майор Иван Иванович Усенко 17 июня 1957 года вышел в отставку по болезни. Умер 5 мая 1968 года в Кишинёве.

## Награды
- Орден Ленина (30.04.1947);
- Три ордена Красного Знамени (17.05.1943, 03.11.1944, 13.06.1952);
- Орден Отечественной войны I степени (06.06.1945);
- Медали.